# Aphrodisziaszi Alexandrosz
Aphrodisziaszi Alexandrosz (görögül: Ἀλέξανδρος ὁ Ἀφροδισιεύς, latinul: Alexander Aphrodisiensis (2. század – 3. század) görög filozófus.

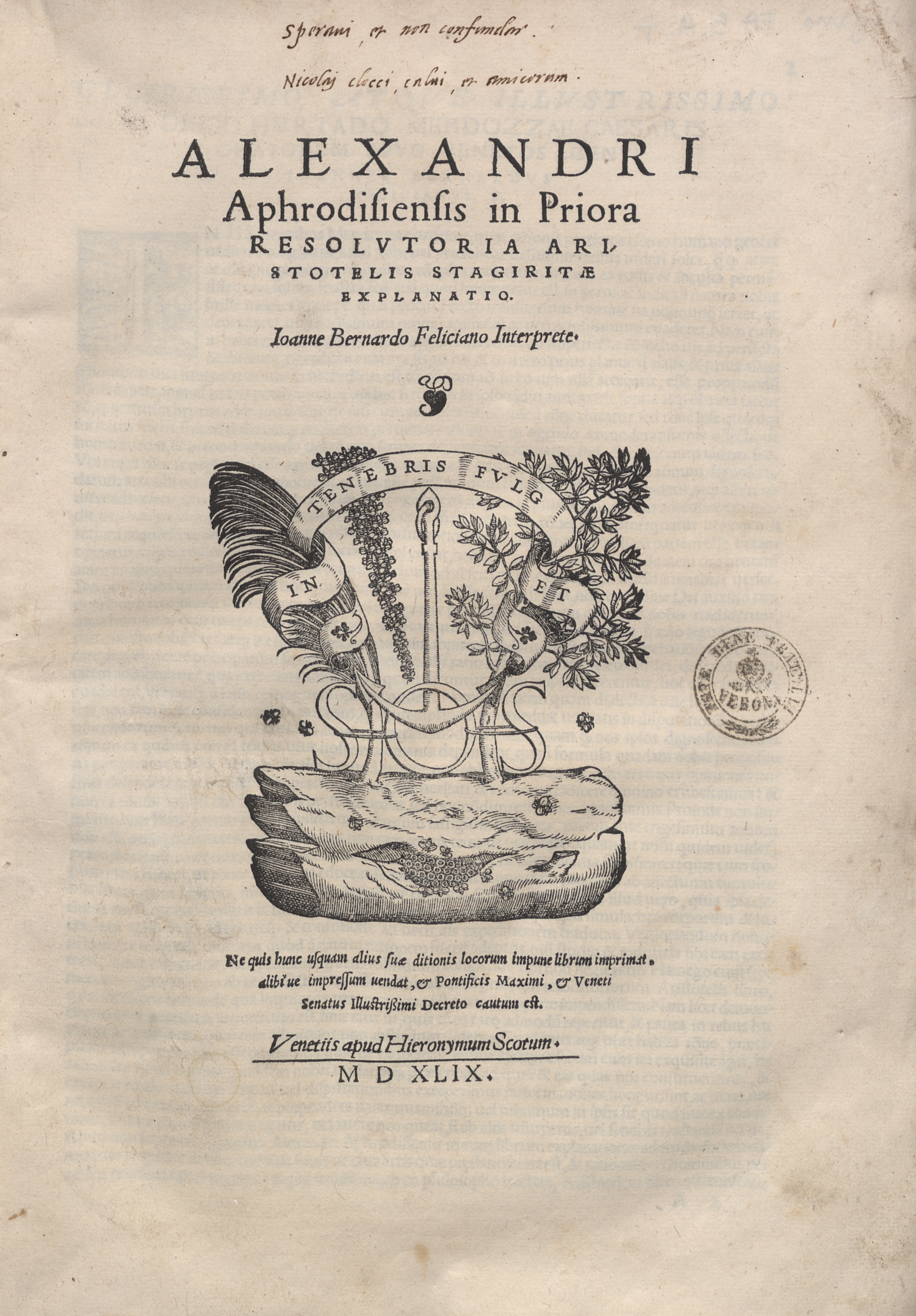
Commentaria in Analytica priora Aristotelis, 1549

Aphrodisziaszból, Káriából származott, innen kapta melléknevét is. Septimius Severus korában az athéni Akadémián filozófiát tanított. Több ilyen jellegű munkát is írt, de különösen Arisztotelész tanainak magyarázásában tűnt ki, kommentárokat készített hozzájuk, illetve megtisztította a munkákat a későbbi hozzátoldásoktól. Iratainak csekély része maradt fenn görögül, a többi latin fordításban ismert.

## Magyarul
- Az uralkodókhoz, a fátumról; in: Sztoikus etikai antológia; vál., utószó, jegyz., fogalommutató Steiger Kornél; ford. Barcza József, Bollók János, Horváth István; Gondolat, Bp., 1983 (Etikai gondolkodók)